# Bjarne Liller
Bjarne Pedersen, artiestennaam (Bjarne) Liller (Kopenhagen, 25 september 1935 - 6 september 1993), was een Deens musicus en songwriter in dixieland, jazz en popmuziek. Ook acteerde hij een paar maal in een film en serie.

## Biografie
Pedersen werd geboren in Vesterbro, een stadsdeel van Kopenhagen. Van 1956 tot 1970 en nogmaals van 1976 tot 1979 speelde hij banjo in de Viking Jazzband van Papa Bue. Met deze jazzband nam hij rond dertig platen op.
Als solo-artiest speelde hij vooral popmuziek en had hij een gouden plaat met de single Billet-mærke (Ensom dame 40 år). Hij werkte geregeld samen met John Mogensen en zong in 1979 Alt er skønt in een duet met Grethe Ingmann tijdens de Deense voorronde van het Eurovisiesongfestival; ze belandden gedeeltelijk op de eerste plaats maar gingen uiteindelijk toch niet door. Zowel zijn album Man kan ikke gøre for, at man har charme (1975) als Livet er skønt (1976) werden bekroond met goud.
Verder had hij enkele kleine rollen op het witte doek, waaronder als zanger in Thorvald og Linda (1982).

## Albums
| Jaar | album              | opmerking            |
| ---- | ------------------ | -------------------- |
| 1979 | Liller             | met Ricardos Jazzmen |
| 1980 | Hej Igen           |                      |
| 1981 | Her Står Jeg       |                      |
| 1982 | Glimt af Mennesker |                      |
| 1983 | Liller Juleaften   |                      |

## Filmografie
| Jaar | titel                | Rol                  | opmerking |
| ---- | -------------------- | -------------------- | --------- |
| 1974 | Familien Christensen | verteller (zichzelf) | tv-serie  |
| 1982 | Thorvald og Linda    | zanger               | film      |
| 1991 | Den store badedag    | Skyggen              | film      |
| 1993 | De frigjorte         | Snedker              | film      |